# Carl Georg Schumacher
Carl Georg Christian Schumacher, auch Karl Georg Schumacher (* 14. Mai 1797 in Doberan; † 22. Juni 1869 in Dresden), war ein deutscher Maler, Radierer und Lithograf.

## Leben

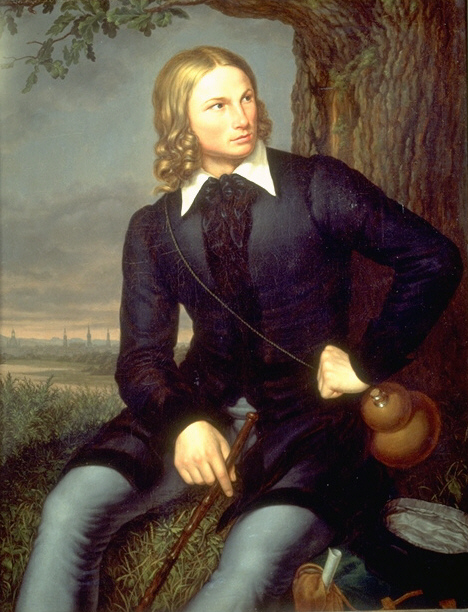
Carl Georg Schumacher: Hoffmann von Fallersleben, 1819

Carl Georg Schumacher war der zweite Sohn des (Groß-)Herzoglich mecklenburg-schwerinschen Justiz-Amtmanns Friedrich Wilhelm Christlieb Schumacher und dessen Frau Luise Sophia, geb. Stampe. Er wurde 1812 von seinem Vater nach Stralsund zu einem Kaufmann in die Lehre geschickt, um dort das Handlungsfach zu erlernen. Fünf Jahre übte er diesen Beruf aus, doch galt sein Interesse eigentlich der Kunst. Daher verbrachte er die freie Zeit mit dem Zeichnen und Malen und der Gestaltung von Miniaturen in Öl. Als Werkstatt diente ihm ein Hausboden. Um das Jahr 1817 endete seine Lehrzeit und er kehrte als Kaufmann und autodidaktischer Künstler in sein Elternhaus zurück.
Schumacher lernte den Maler Rudolph Suhrlandt (1781–1862) kennen, der sich zu dieser Zeit in Doberan aufhielt. Von diesem erhielt seine erste künstlerische Ausbildung und folgte ihm nach Ludwigslust. Die Ausbildung bestand eher daraus Kopien und Gipsabgüsse zu fertigen und nach diesen Zeichnungen anzufertigen. Als sein Vater gestorben war, ging er 1819 an die Kunstakademie Dresden, um sich weiterzubilden. Dafür hatte ihm der Großherzog für vier Jahre eine Zahlung von jährlich 100 Thalern zur Vollendung seiner Studien bewilligt. In den Jahren 1821 bis 1825 bereiste er Italien und schloss er sich in Rom dem Kreis der Nazarener um Friedrich Overbeck an. Nach seiner Rückkehr aus Rom war er in Deutschland zunächst in Dresden (1826–1830) und sodann im steten Wechsel in Schwerin (ab 1855) und Dresden (1852–1855) tätig. In Schwerin wurde er Hofmaler der Großherzöge von Mecklenburg-Schwerin. Schumacher erkrankte 1863 in Schwerin an einem Augenleiden, das ihn schließlich erblinden ließ. Er verstarb in Dresden und wurde dort „auf den Neustädter Friedhöfen“ begraben.
Schumacher war seit 11. November 1827 verheiratet mit Mathilde Emilie, geb. Jäckel, der ältesten Tochter des Königlich sächsischen Generalakziseeinnehmers Friedrich Wilhelm Jäckel.

## Werke
Von Carl Georg Schumacher stammen Gemälde mit allegorischen Darstellungen der Philosophie, Jurisprudenz und Theologie in der Bibliothek im Schweriner Schloss. Das Staatliche Museum Schwerin verfügt in seiner Sammlung über Gemälde Schumachers. Von ihm stammen die Kartons für Bildfenster der mecklenburgischen Herzöge im unteren Saal des Albrechtbaues des Schweriner Schlosses, die von dem Glasmaler Ernst Gillmeister († 1887) ausgeführt wurden. Das Kupferstichkabinett Dresden verwahrt Zeichnungen Schumachers. Ein frühes Bild Schumachers, „Christus am Ölberge betend“ oder auch „Gebetstriumph im Garten Gethsemane“ (1824) befindet sich seit den 1840er Jahren im neugotischen Altar der Stadtkirche von Gadebusch. Reizvoll sind seine Illustrationen zu Ernst Schulze, „Die bezauberte Rose“, 6. Aufl. Leipzig 1837 (gestochen von F. Wagner).